# Santa Francesca Cabrini (Roma)

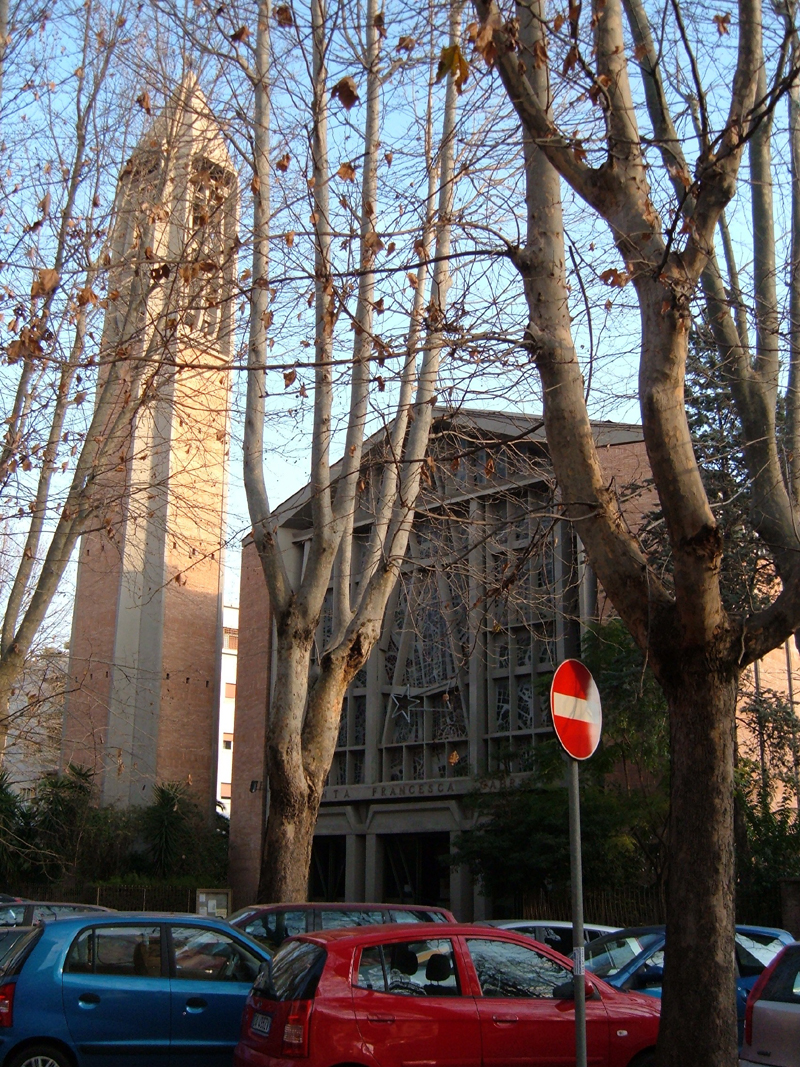
Vista da igreja.

Santa Francesca Cabrini é uma igreja de Roma localizada na esquina da Via della Marsica com a Via Salento, no quartiere Nomentano. Dedicada a Santa Francisca Cabrini, é sede da paróquia homônima.

## História
Esta igreja foi construída em 1958 pelos arquitetos Enrico Lenti e Mario Muratori e consagrada solenemente em 6 de dezembro do mesmo ano pelo monsenhor Luigi Traglia, vice-gerente da Diocese de Roma. Ela é sede da paróquia criada em 22 de dezembro de 1949 pelo decreto Pastoris Vigilantis, do cardeal-vigário Francesco Marchetti Selvaggiani, quando foi entregue aos maristas.
Em 4 de dezembro de 1983, o papa São João Paulo II visitou a igreja.

## Descrição
A igreja, externamente, é ladeada por um campanário alto e estreito. A fachada é quase totalmente ocupada por um grande vitral com estrutura em concreto armado, obra de Augusto Ranocchi, no qual estão representados eventos relacionados às aparições de Nossa Senhora de Lourdes.
Dos lados do altar-mor está o órgão de tubos construído em 1960. Com transmissão elétrica com sistema múltiplo, ele dispõe de 30 registros e está completamente abrigado num belo armário.